# 1019年
| 千纪： | 2千纪 |
| 世纪： | 10世纪 \| 11世纪 \| 12世纪                                                                                 |
| 年代： | 980年代 \| 990年代 \| 1000年代 \| 1010年代 \| 1020年代 \| 1030年代 \| 1040年代                             |
| 年份： | 1014年 \| 1015年 \| 1016年 \| 1017年 \| 1018年 \| 1019年 \| 1020年 \| 1021年 \| 1022年 \| 1023年 \| 1024年 |
| 纪年： | 己未年（羊年）；契丹開泰八年；北宋天禧三年；大理明启十年；越南順天十年；日本寬仁三年                       |

## 大事记
- 基輔羅斯弗拉基米爾一世·斯維亞托斯拉維奇四子雅羅斯拉夫一世·弗拉基米羅維奇取得基輔羅斯繼承權，但內戰仍然持續。
- 英格蘭國王克努特大帝繼承丹麥國王。
- 遼國與高麗議和，結束993年以來持續26年的高麗契丹戰爭。
- 遼國女真族海盜入侵日本北九州，日本稱為刀伊入寇

## 出生
- 11月17日，司馬光，北宋政治家、史学家（1086年去世，67岁）
- 曾鞏，北宋散文家（1083年去世，64岁）
- 王珪 (宋朝宰相)
- 宋敏求，北宋史学家（1079年去世，60岁）

## 逝世
- 哈拉爾二世，丹麥國王，八字鬍斯文的長子，克努特大帝的哥哥。